# Рекановський Петро
Петро Рекановський — актор і антрепренер, власник театральної контори в Києві, викладач драматичного мистецтва першої половини 19 століття.

## Біографія
Родом із Галичини. Грав у трупах Штейна і Ленкавського (1823). У 1840—1843 роках гастролював у Києві з польсько-українською трупою. В 1844—1851 роках мав свою трупу в Києві.
Найкраща роль: Виборний («Наталка Полтавка» Івана Котляревського).
Переробив з німецької оперу «Das Donauweibchen» під назвою «Українка, або Заклятий замок» (1823).